# Патрік Чукрі
Патрік Чукрі (нар. 28 жовтня 1981) — колишній ліванський тенісист.
Найвищу одиночну позицію світового рейтингу — 1053 місце досяг 17 травня 2004, парну — 594 місце — 3 жовтня 2005 року.

## Титули ITF Ф'ючерс

### Парний розряд: (5)
| Ранг | Дата     | Турнір             | Покриття | Партнер            | Суперники                              | Рахунок                  |
| ---- | -------- | ------------------ | -------- | ------------------ | -------------------------------------- | ------------------------ |
| 1.   | Сер 2003 | Іран F1, Тегеран   | Ґрунт    | Александер Гартман | Халід Аль-Набхані Мохаммед Аль-Набхані | 6–3, 6–3                 |
| 2.   | Сер 2003 | Іран F2, Тегеран   | Ґрунт    | Александер Гартман | Шагаб Гассані-Нафез Фаршад Талавар     | 6–3, 6–2                 |
| 3.   | Кві 2005 | Кувейт F2, Mishref | Тверде   | Яспер Сміт         | Мотаз Абу Ель-Хаїр Ксав'є Одуа         | 6–3, 6–4                 |
| 4.   | Лип 2005 | Ліван F1, Джунія   | Ґрунт    | Александер Гартман | Ксав'є Одуа Лоран Рекундер             | 7–6(2), 2–6, 6–3         |
| 5.   | Сер 2005 | Ліван F2, Джунія   | Ґрунт    | Александер Гартман | Бенжамен Бальре Клеман Морель          | 6–7(3), 7–6(2), 1–0 ret. |